# Христо Пройков
Христо Николов Пройков е български източнокатолически духовник, последният софийски апостолически екзарх и първият епископ на Софийската източнокатолическа епархия.

## Биография
Роден в София на 11 март 1946 г. На 6 септември 1970 г. е ръкоположен за дякон от епископ Кирил Куртев, а на 23 май 1971 г. – за свещеник от епископ Методий Стратиев. Завършва Техникум по дървообработване и вътрешна архитектура - София. По професия е дърводелец. През 1980 – 1982 г. слуша лекции по каноническо право в Папския източен институт в Рим, Италия. От 1982 г. е енорийски свещеник в катедралния храм „Успение Богородично“ в София. През декември 1991 г. възобновява издаването на вестник „Истина-Veritas“.
На 18 декември 1993 г. е преконизиран за епископ-коадютор на Софийската апостолическа екзархия и титулярен епископ на Бриула. На 6 януари 1994 г. е ръкоположен за епископ в базиликата „Свети Петър“ в Рим от папа Йоан Павел II, в съслужие с кардинал Джовани Батиста Ре и архиепископ Йосип Ухач.
Ръководи Католическата екзархия от 5 септември 1995 г. Епископ Христо Пройков е председател на Междуритуалната епископска конференция в България от 1995 г. На 26 юли 1996 г. с негов декрет е създадена енорията „Света Анна“ в Шумен.
На 28 октомври 2006 г. – деня, в който се празнува 80-годишнина от основаването на Апостолическата екзархия в България – епископ Пройков благославя параклиса „Рождество Христово“ заедно с нова библиотека в сградата на седалището на екзархия до църквата „Успение Богородично“ в София.
На 15 май 2009 г. е назначен от папа Бенедикт XVI за консултант на Конгрегацията за източните църкви на Римската курия.
На 11 октомври 2019 година папа Франциск издига апостолическата екзархия в Софийска епархия „Свети Йоан XXIII“ и епископ Христо Пройков получава титлата софийски епископ. На 8 април 2024 г. оставката на епископ Пройков като епархиен епископ е приета.

## Награди
На 15 ноември 2007 г. се състоя церемония по връчването на Големия кръст „Pro piis meritis Melitensi“ на Малтийския орден на монс. Пройков. Чрез връчването на отличието Малтийският орден изразява своята благодарност към Католическата Църква в страната за оказаната помощ за внасянето на медикаменти като хуманитарна помощ през 90-те години на ХХ в.